# 線は、僕を描く
『線は、僕を描く』（せんは、ぼくをえがく）は、砥上裕將による日本の小説。水墨画の美しさに触れ、魅了された大学生の成長・再生を描く。
2018年に『黒白の花蕾』のタイトルで第59回メフィスト賞を受賞し、2019年6月27日に現在のタイトルに改題され、講談社から単行本が発売された。2021年10月15日に講談社文庫版が発売された。第17回本屋大賞第3位。
『小説現代』2022年11月号に、本作の後日談となる短編「どら焼きと菊」が掲載された。
コミカライズ版が『週刊少年マガジン』の2019年第29号から2020年第11号に連載された。2022年10月に映画版が公開。

## あらすじ
両親を失い孤独と喪失の真っ只中だった青山霜介は、親友の古前から、簡単な飾り付けだからと頼まれた展示会搬入の手伝いに参加したが、実際は背丈よりも巨大なパネル運びであり、霜介以外は逃走してしまい、古前に連絡し助っ人が来るまでの間に搬入の指揮をとっていた西濱湖峰と会話し打ち解ける。搬入完了後に西濱より弁当を食べていいよと言われ、同じく控室に行くと言う小柄な老人と会う。老人が控室内の箱から出した重箱詰めの弁当を共に食べ始め、箸の持ち方を褒められた。食後に老人の案内で展覧会会場に入り、展示の水墨画について感想を求められた霜介は簡単なコメントを返していたが、最後の絵では「黒一色なのに、色を感じる。真っ赤です。近寄りがたい美女です。」と返答。そこへ老人を探していた篠田千瑛がきて、老人は千瑛に霜介のことを話し、内弟子にするというと千瑛は反発した。霜介は意味がわからず立ち尽くしていると、千瑛がこの老人は篠田湖山と紹介し、千瑛は来年の湖山賞をかけて霜介と勝負すると言い出した。霜介が湖山賞を受賞したらおとなしく門派を去るという。
霜介が事故で両親を失ったのは2年前の17歳のときであった。叔父夫婦の家に引き取られたが、食事もほとんど取れなくなりやせ細っていき、高校へ登校はするものの、休み時間に抜け出しては誰もいない実家へ行くという生活になっていた。私立大学の附属高校であったので、卒業後の進路としてエスカレーター進学で大学へ行くよう周りから提案され、叔父夫婦の家からも実家からも離れた大学近くのワンルームマンションで一人暮らしをし大学を卒業するよう言われた。学費や家賃は両親の遺産で支払われている。偏差値が低いため附属高校からの進学する学生は皆無で、霜介を知る者がいない環境は新鮮であり、少しずつ人付き合いができるようになった。特に親しくなったのが、常に下心を持ち、清廉なまでに本心をさらして行動する古前であった。お互いあだ名をつけず、青山君、古前君と呼びあった。ある日の学食で、古前は「君は時々、心が別の場所に行っているな。あまりものを食べない、なにか理由があるのか？」と尋ねてきた。霜介は「ただ食べたくはないんだ、食欲が無いときはどうする？」と逆に問い、古前は「視点を変えて甘いものを食べる」と答え、このときに展示会搬入の手伝いを依頼してきた。
湖山の家で初回の練習として、湖山と長机を挟んで向き合い、湖山が水墨画を描くのを見せた後は、霜介に水墨で文字を書き続けさせて練習は終了し、帰宅途中に入った喫茶店でバイトをしているという同じゼミ生の川岸に会い、湖山門下や西濱の凄さを聞かされた。
2回目の練習では、斉藤湖栖がお茶を出し、湖山が斉藤について紹介した。今回は霜介のみ道具が用意され、湖山はこれらの道具を大事に使うよう霜介に渡し、今回は墨をするよう言われた。何度かすり直しさせられ、湖山は「粒子だよ、墨の粒子が違うんだ。君の心や気分が墨に反映されるんだ。力を抜くことこそ技術だ。心を自然にしなさい。」と言った。
ある日の練習後に、西濱とともに藤堂翠山のもとへ翠山の生徒の作品を返却へ向かう。お茶と庭で採れたメロンをごちそうになったあと、翠山は崖蘭を水墨画で描き画賛と落款を入れて霜介に渡した。湖山の家に戻ると、湖山と千瑛と斉藤が向かいあい、千瑛と斉藤が牡丹を描いたが、湖山はなにも言わず、西濱に描くように指示し、西濱は命が入っている牡丹の絵を描いた。湖山は「水墨画とは森羅万象を描く絵画だ。森羅万象とは宇宙だが、外側だけかね、心の内側に宇宙はないのか（自分の心の内側を見ろ）」と言った。
霜介の大学で学園祭。水墨画サークルとして作品展示を行う。湖山も来場し理事長名島の依頼でその場で揮毫会を開催した。学園祭後は、湖山賞へ向けての作品製作のスパートだが、湖山が倒れたと連絡が入り病院に駆けつけるものの、転倒したついでの検査入院であった。霜介に「形ではなく、命を見なさい」と言った。霜介は帰りに千瑛とともに実家へ。叔父が手入れしているようで、照明や暖房はきちんと稼働した。千瑛はマンションより温かさを感じると言った。

## 登場人物
青山霜介（）
大学1年生。高校生の時に両親を失い、喪失感に暮れる中、展覧会会場で水墨画の巨匠・篠田に声をかけられ、内弟子となる。
篠田湖山（）
水墨画の巨匠。展覧会会場で会った霜介にかつての自分を重ね、半ば強引に内弟子にさせる。
篠田千瑛（）
水墨画家で、花卉画を得意とする。祖父・湖山が霜介を内弟子にしたことが気に入らず、1年後の「湖山賞」をかけた勝負を宣言する。私立の昇華女子大に通う大学生でもある。
西濱湖峰（）
水墨画家で、湖山の二番手。風景画を得意とする。普段は上下作業服で頭にタオルを巻き、軽いノリで会話する。翠山の孫娘・茜に惚れている。
斉藤湖栖（）
水墨画家で、湖山賞最年少受賞者。プログラムされた機械のように完璧な技術を有する。
藤堂翠山（）
湖山が一目置いている水墨画家。妻を数年前に亡くし、孫娘の茜に身の回りのことをさせている。
古前（）
霜介の親友を自称する男子大学生。坊主頭にサングラスが特徴。文化系サークルのまとめ役でもある。
川岸（）
霜介と同じゼミに通う女子大学生。母親が趣味で日本画をしており、美術界隈にも詳しい。
名島（）
霜介の通う瑞野文化大学の理事長。湖山とは知り合いである。

## 書誌情報

### 小説
- 砥上裕將『線は、僕を描く』
  - 単行本：2019年09月27日発売、講談社、ISBN 978-4-06-513759-8
  - 文庫本：2021年10月15日発売、講談社文庫、ISBN 978-4-06-523832-5

### 漫画
- 砥上裕將（原作・水墨画監修）/ 堀内厚徳（漫画）『線は、僕を描く』 講談社〈講談社コミックス〉、全4巻
  1. 2019年09月17日発売、ISBN 978-4-06-517072-4[11]
  2. 2019年11月15日発売、ISBN 978-4-06-517353-4[12]
  3. 2020年01月17日発売、ISBN 978-4-06-517885-0[13]
  4. 2020年03月17日発売、ISBN 978-4-06-518521-6[14]

## オーディオブック
2020年2月7日より、Audibleで配信された。ナレーターは白石兼斗。

## 映画
2022年10月21日に公開された。監督は小泉徳宏、主演は横浜流星。

### あらすじ
青山霜介(そうすけ)は法科で学ぶ大学生だが、急な河川の増水で実家を流され、両親と妹の椿(つばき)を亡くしたショックから立ち直れず、就職活動もせずに日々を過ごしていた。バイトで水墨画の展覧会の設営を手伝った霜介は、椿の花の美しい墨絵を見て、思わず涙を流した。そんな霜介を見て、唐突に弟子になれと言い出す篠田湖山という老人。彼は文化勲章を受賞した程の水墨画界の重鎮だった。
展示会の日の礼に篠田邸を訪れた霜介に、いきなり水墨の基本を教えだす湖山。内弟子が無理なら墨絵教室の生徒になれと言われ、篠田邸に通うことになる霜介。霜介の世話を押し付けられて呆れる孫娘の千瑛(ちあき)。彼女は霜介が感動した椿の墨絵の作者で、若くして絵師として有名だったが、最近はスランプに悩み、何も教えようとしない祖父に反発していた。
美人の千瑛に会いたい一心で大学に水墨画サークルを作る計画を立て、千瑛に講師を頼む霜介の級友たち。親睦会で飲めない酒を間違えて飲み、酔い潰れた霜介をマンションまで送った千瑛は、霜介が部屋中に水墨画の習作を貼って練習している事や、彼の素人っぽい最初の一枚に祖父の湖山が、本当に感動しなければ書かない画賛(感想の詩文)を書き込んでいる事に気づいた。
篠田邸に通い、研鑽を積む霜介。湖山が主催する作品展に初めて出品が許されたが、千瑛は未だスランプに悩んでいた。その作品展で倒れる湖山。翌朝、病院で目覚めた湖山は、霜介と千瑛に作品についての厳しい言葉だけを発した。アドバイスが貰えない失望と怒りで病室を飛び出す千瑛。
一週間で退院した湖山は利き手の右手が不自由になっていたが、左手で淡々と制作を続けた。しばらく篠田邸に帰宅しなかった千瑛が霜介のマンションに姿を現した。明日は家族の命日なので、正式に湖山の弟子となり、助手として働く為に報告に行くと言う霜介に、同行を申し出る千瑛。流された霜介の実家は跡形もなかったが、妹の椿の入学祝いに植えた椿の木は、種から生まれ直して生きていた。
気を取り直して水墨画の最大の賞である『四季賞』に挑み、大賞を獲得する千瑛。霜介は椿の絵で新人賞に入賞し、大学の学生たちの前で大画面に揮毫するパフォーマンスを披露した。

### キャスト
- 青山霜介：横浜流星（幼少期：中須翔真[19]）
- 篠田千瑛：清原果耶[20][21]
- 古前巧：細田佳央太[22]
- 川岸美嘉：河合優実[22]
- 国枝豊：矢島健一[22]
- 滝柳康博：夙川アトム[22]
- 笹久保隆：井上想良[22]
- 藤堂翠山：富田靖子[22]
- 西濱湖峰：江口洋介[22]
- 篠田湖山：三浦友和[22]
- 青山椿：丸山真亜弥[23]（幼少期：山下晴愛）
- 茜：篠原真衣[24]
- 青山亮介：山本直匡[25]
- 霜介の母：藤堂海
- 大臣：リカルド バルツァリニ
- 大臣の秘書：エステヴェ・メツ
- 司会者：小池まり[26]
- 司会者：杉上佐智枝（日本テレビ）
- 司会者：杉野真実（日本テレビ）[27]
- 司会者：林マオ（読売テレビ）[28]
- 浦谷みゆき
- 山田真奈美
- 山田明奈

### スタッフ
- 原作：砥上裕將『線は、僕を描く』（講談社文庫）
- 監督：小泉徳宏
- 脚本：片岡翔、小泉徳宏
- 音楽：横山克
- 企画・プロデューサー：北島直明
- 主題歌：yama produced by Vaundy「くびったけ」（Sony Music Labels Inc.）[29]
- 挿入歌：yama「Lost」（Sony Music Labels Inc.）[29]
- 製作：沢桂一、松岡宏泰、高津英泰、藤本鈴子、森田圭、弓矢政法、高見洋平、長瀬俊二郎、村上範義
- エグゼクティブプロデューサー：伊藤響
- プロデューサー：巣立恭平
- ラインプロデューサー：伊達真人
- 助監督：吉田和弘、權徹
- 美術：五辻圭
- 撮影：安藤広樹
- 照明：太田宏幸
- 録音：赤澤靖大
- 編集：穗垣順之助
- サウンドデザイン：大河原将
- 装飾：前田亮
- VFXプロデューサー：赤羽智史、高玉亮
- ヘアメイクディレクション：古久保英人
- ヘアメイク：吉田仁美
- スタイリスト：新崎みのり
- スクリプター：本図木綿子
- キャスティング：緒方慶子
- 制作担当：栗林直人
- 水墨画監修：小林東雲
- 配給：東宝
- 制作プロダクション：ROBOT
- 製作幹事：日本テレビ放送網
- 製作：映画「線は、僕を描く」製作委員会（日本テレビ放送網、東宝、読売テレビ放送、バップ、KDDI、ジェイアール東日本企画、講談社、ROBOT、W TOKYO、札幌テレビ放送、宮城テレビ放送、静岡第一テレビ、中京テレビ放送、広島テレビ放送、福岡放送）

### 製作
2019年12月、横浜と原作者の砥上の顔合わせが行われ、そこで横浜は砥上の指導のもと水墨画デビューを果たした。撮影は新型コロナウイルスの影響で約1年延期されたが、その間も横浜は水墨画監修の小林にオンライン上で作品の添削をしてもらい、水墨画の練習を続けた。2021年10月にクランクインし、滋賀県で撮影が行われた。

### 関連商品
- 『線は、僕を描く 横浜流星が生きた水墨の世界』、2022年9月30日発売[34]、講談社、ISBN 978-4-06-529045-3